# Image de test standard

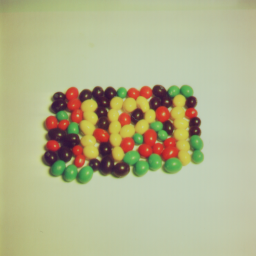
Image de test de jelly bean de la base de données de l'USC-SIPI.

Une image de test standard est une image numérique largement utilisée par différents établissements afin de tester des méthodes de traitement d'images et de compression d'image. En utilisant la même image de test, différentes équipes peuvent comparer leurs résultats aussi bien visuellement que quantitativement.

## Images de test connues
Certaines images de test ont été largement utilisés. On peut citer par exemple la base de données de l'Université de Californie du Sud ou bien les images de Kodak. L'image de test standard Lenna a acquis une notoriété dans la communauté scientifique.